# Семченко Марія Адамівна
Марі́я Ада́мівна Се́мченко (* 1939) — українська доярка, повний кавалер ордена Трудової Слави.

## Життєпис
Народилася 1939 року в селі Грива сучасного Камінь-Каширського району Волинської області. 1952 року з батьками переїздить до села Поливанівка Магдалинівського району Дніпропетровської області. 1954 року закінчила 7-річну школу.
Трудову діяльність почала в поливанівському колгоспі «Комуніст»; працювала в складі бригади, зайцмалася польовими роботами, згодом тваринницькими — вирощувала телят-нетелів. Згодом стала дояркою.
Спочатку вела групу в 12 корів, згодом це число збільшилося до 15 й 20 голів. В подальшому у своїй групі доглядала 40 корів й, організувавши відповідне годування та дошлял, почала нарощувати надої — 3 тисячі літрів, 4 тисячі, довела цей показник до 5 тисяч літрів.
1975 року указом Президії Верховної Ради СРСР нагороджена орденом Трудової Слави 3-го ступеню , 1976-го — 2 ступеню.
Брала неодноразово участь у виставках народного господарства в Москві, вдостоєна бронзової (1977), срібної (1983) та золотої (1984) медалей ВДНГ.
1984 року нагороджена орденом Трудової Слави 1-го ступеню.
Від 1996 року — на пенсії, проживає в селі Поливанівка Магдалинівського району.